# 찐푸
찐푸(베트남어: Trinh Phù / 貞符 정부 / 1176년 1월 ~ 1186년 7월)는 베트남 리 왕조(李朝) 고종(高宗) 리롱깐(李龍𣉙)의 첫번째 연호이다.

## 개원
- 티엔깜찌바오(天感至寶) 3년(1176년) 1월에 연호를 찐푸(貞符)로 개원함.[1][2][3]

- 찐푸(貞符) 11년(1186년) 7월에 연호를 티엔뜨자투이(天資嘉瑞)로 개원함.[1][2][4]

## 연대 대조표
| 찐푸       | 원년       | 2년        | 3년        | 4년        | 5년        | 6년        | 7년        | 8년        | 9년        | 10년       |
| 서기(西紀) | 1176년     | 1177년     | 1178년     | 1179년     | 1180년     | 1181년     | 1182년     | 1183년     | 1184년     | 1185년     |
| 간지(干支) | 병신(丙申) | 정유(丁酉) | 무술(戊戌) | 기해(己亥) | 경자(庚子) | 신축(辛丑) | 임진(壬寅) | 계묘(癸卯) | 갑진(甲辰) | 을사(乙巳) |
| 찐푸       | 11년       |            |            |            |            |            |            |            |            |            |
| 서기(西紀) | 1186년     |            |            |            |            |            |            |            |            |            |
| 간지(干支) | 병오(丙午) |            |            |            |            |            |            |            |            |            |

## 동시대 연호

### 중국
남송(南宋)
- 순희(淳熙) (1174년 ~ 1189년)

금(金)
- 대정(大定) (1161년 ~ 1189년)

서하(西夏)
- 건우(乾祐) (1170년 ~ 1193년)

대리국(大理國)
- 성덕(盛德) (1176년 ~ 1180년)
- 가회(嘉會) (1181년 ~ 1184년)
- 원형(元亨) (1185년 ~ 1195년)

서요(西遼)
- 숭복(崇福) (1164년  ~ 1177년)
- 천희(天禧) (1177년 ~ 1211년)

### 일본
- 안겐(安元) (1175년 ~ 1177년)
- 지쇼(治承) (1177년 ~ 1181년)
- 요와(養和) (1181년 ~ 1182년)
- 주에이(寿永) (1182년 ~ 1185년)
- 겐랴쿠(元暦) (1184년 ~ 1185년)
- 분지(文治) (1185년 ~ 1190년)